# Rathaus (Neustadt an der Orla)

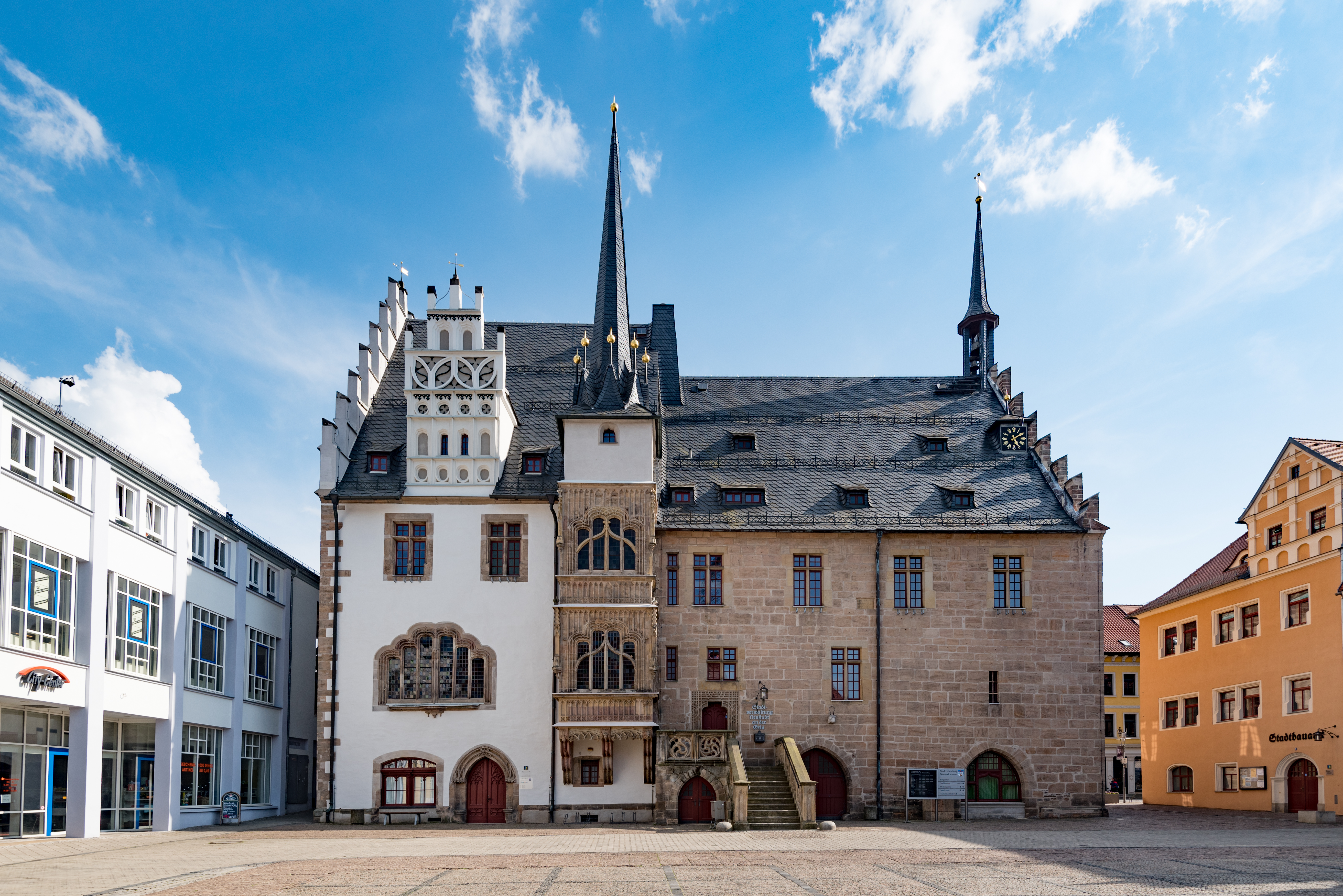
Rathaus in Neustadt an der Orla

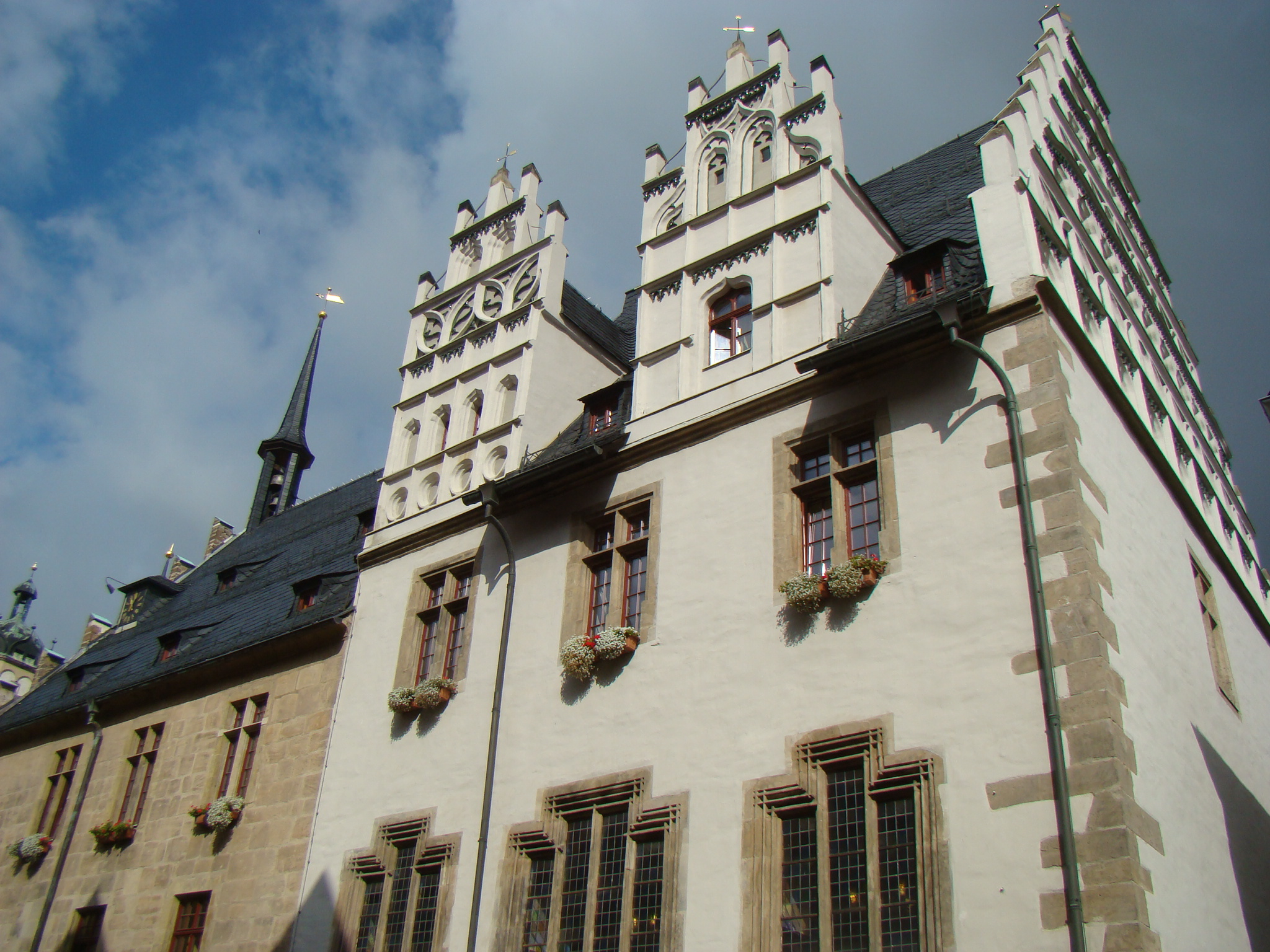
Fassade des Rathauses zur Hauptstraße

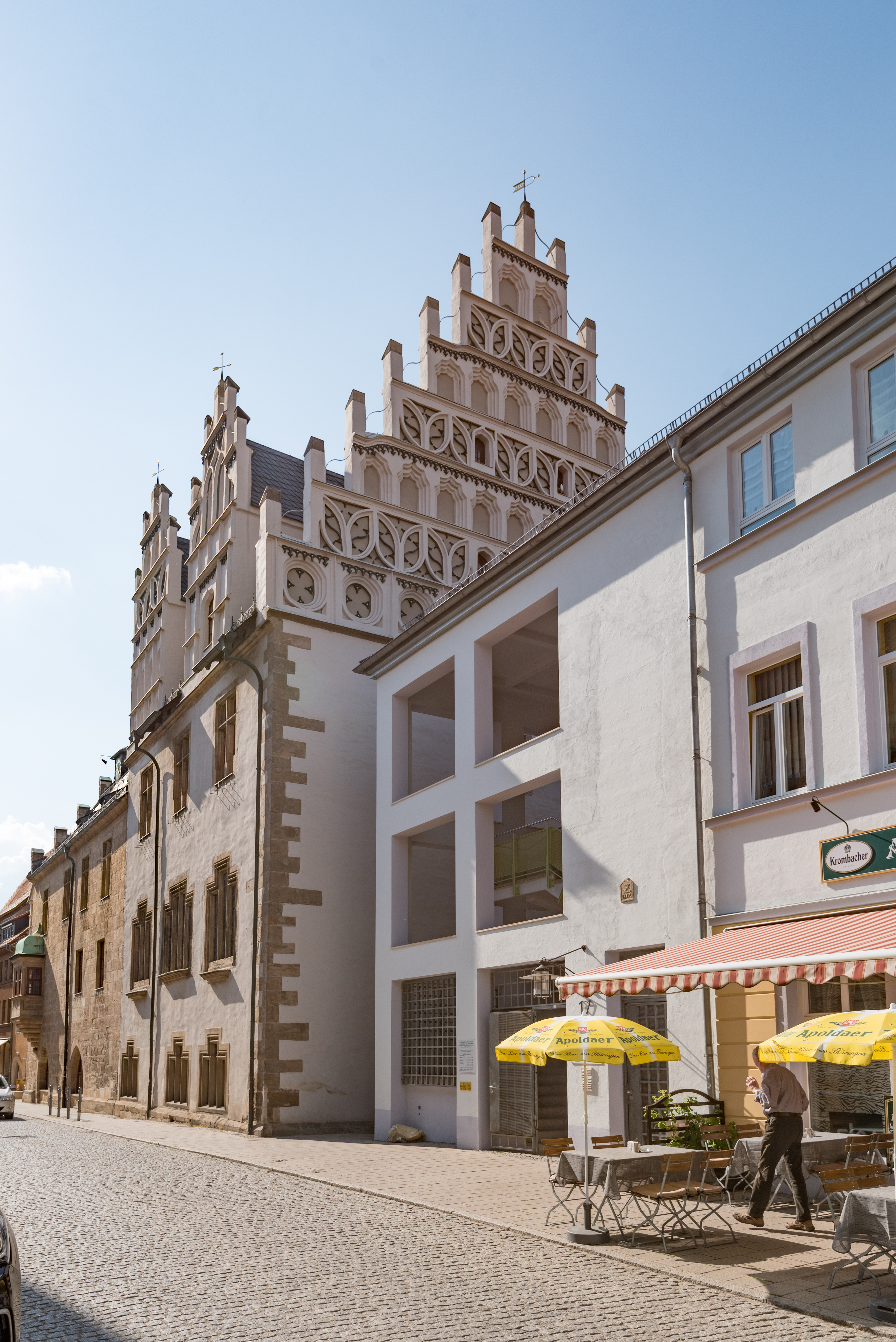
Ostgiebel

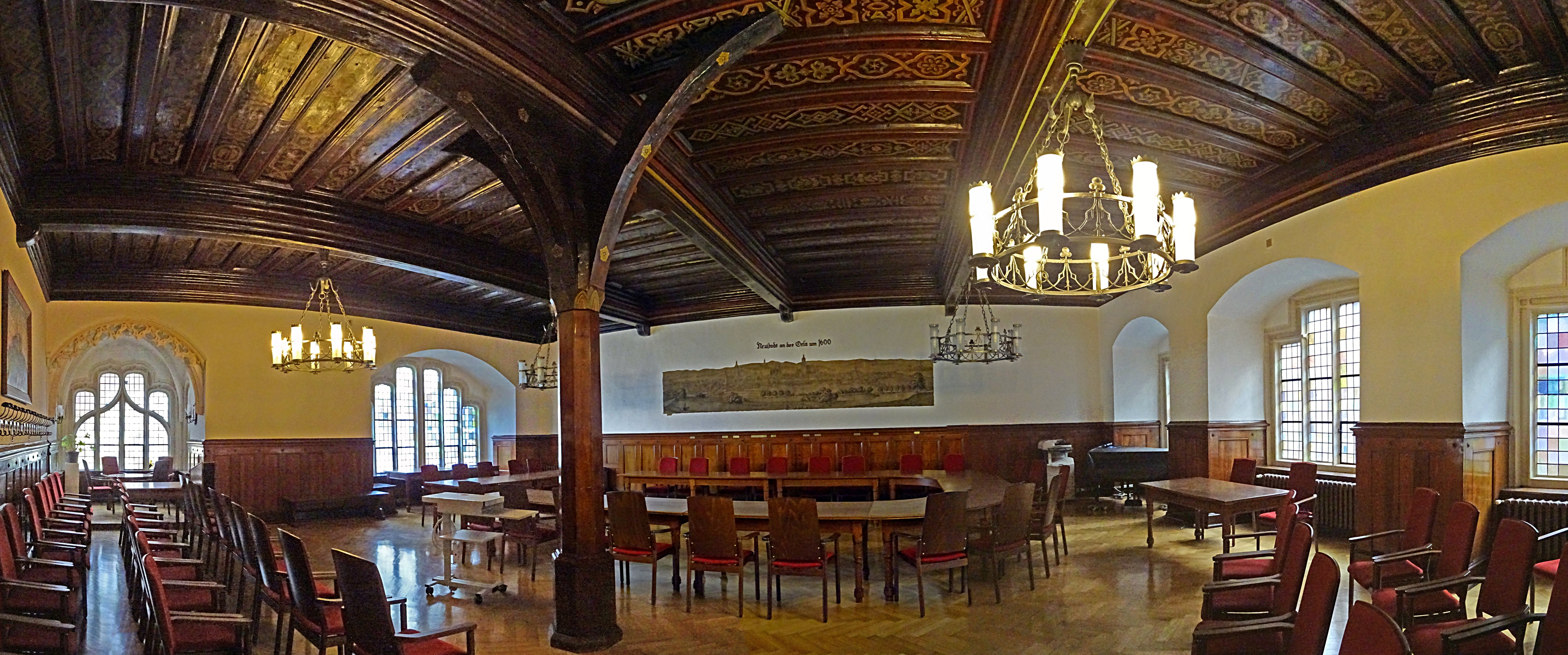
Rathausfestsaal

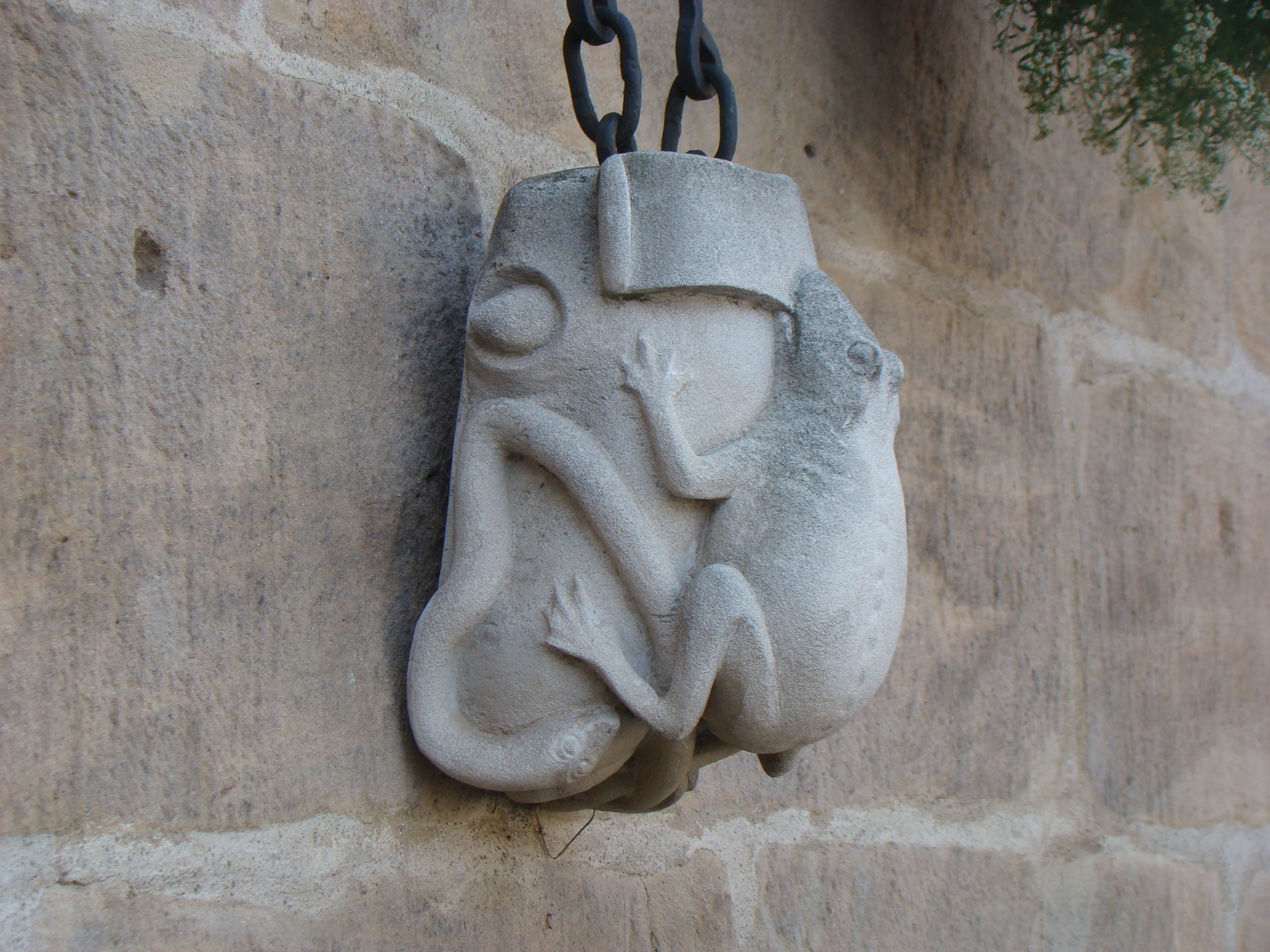
Pranger: Steinerne Kröte, auf einem Brotlaib sitzend

Das Rathaus in Neustadt an der Orla, einer Stadt im Saale-Orla-Kreis im Osten Thüringens, wurde um 1464 errichtet. Das Rathaus am Markt ist ein geschütztes Baudenkmal.

## Geschichte
Um 1464 wurden zwei Gebäudeteile, der östliche, etwas höhere Bau (bis dahin schon als Rathaus genutzt) und der westlich davon gelegene Teil (die sogenannte Rathauskapelle) zu einem repräsentativen Rathaus vereinigt. Im östlichen Teil ist vermutlich das 1364 als „steinernes Haus“ erwähnte Vorgängerbauwerk aufgegangen. Das Bauwerk wurde gegen Ende des 15. und Anfang des 16. Jahrhunderts weitgehend umgebaut, dekorativ ausgeschmückt und mit dem Erker versehen. Der Schmuckgiebel wurde um 1505 durch Hans Krause erbaut, der auch am Rathaus Pößneck nachweisbar ist. Restaurierungsarbeiten fanden in den Jahren 1974/1975 und 1992 statt.

## Architektur
Der rechteckige, dreigeschossige, massive Baukörper ist in den breiten und niedrigen, steinsichtigen Westteil mit Kreuzstockfenstern und den östlichen, höheren, verputzten Teil untergliedert.
Die Tür- und Fenstergewände sind kunstvoll gearbeitet. Vom Marktplatz aus ist das Bauwerk im Erdgeschoss durch ein gotisches Sitznischenportal mit Tierskulpturen (dem Eingang zur ehemaligen Trinkstube) zugänglich. Darüber ist das große, gestaffelte Fenster des Ratssaals angeordnet. Der östliche Teil besitzt, neben der Freitreppe des westlichen Gebäudeteils, einen zweigeschossigen Erker und einen prächtigen Schmuckgiebel. Stabwerk überzieht die Wandflächen des Erkers, der mit einer nadelspitzen Haube mit Giebelkranz bekrönt ist. An beiden Traufseiten des Ostteils sind Zwerchhäuser mit kleineren Schmuckgiebeln angeordnet. Georg Dehio erwähnte die „Behandlung des Erkers als höchst charakteristisch für die späteste Gotik“. In der Größe und Qualität gehört das Rathaus in Neustadt zu den bedeutendsten spätgotischen Rathäusern in Thüringen und ist vergleichbar mit den Rathäusern in Saalfeld und Pößneck.
Im Innern wurde das Rathaus nutzungsbedingt verändert. Im ersten Obergeschoss des östlichen Teils befindet sich der große Ratssaal mit hölzerner Balkendecke, im Bereich des Erkers ein Kreuzrippengewölbe mit gedrehten Profilstäben, figürlichem Schlussstein und Maßwerkbögen. Im zweiten Obergeschoss ist das ehemalige Archiv untergebracht.
Rechts neben der Freitreppe hängt über einer Spitzbogentür der Pranger in der Form einer steinernen Kröte, die auf einem Brotlaib sitzt.